# Estádio Oscar Rodrigues da Nova
O Estádio Oscar Rodrigues da Nova era um estádio de futebol localizado na cidade de Joaçaba, no estado de Santa Catarina, pertence ao Joaçaba Atlético Clube (JAC) e tinha capacidade para cerca de 7.000 pessoas.e
O Estádio foi demolido em 2014, para dar lugar a um Parque Municipal.